# Gastronomía de Jordania

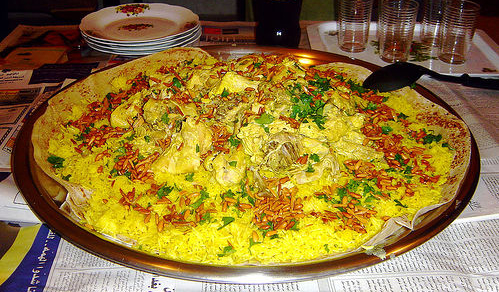
Un Mansaf tradicional elaborado de forma casera en Amán, Jordania.

La Gastronomía de Jordania se distingue poco de la cocina de sus países vecinos; junto con las gastronomías de Siria, el Líbano y Palestina conforman la conocida como cocina levantina. Se trata de un país musulmán y por lo tanto los ingredientes se ven regulados por las normas del Islam. El plato nacional de Jordania es el Mansaf, aunque es frecuente ver también el musakhan o el maglouba.

## Platos Característicos

### Platos Principales
- Mansaf - Se trata de un plato de carne de cordero guisado con salsa de yogur servida en un soporte de arroz servido habitualmente junto con un pan árabe recién horneado.
- Muskan - Carne de pollo con cebollas, aceite de oliva, piñones y algunas especias, todo ello horneado en pan árabe.
- Maglouba - Guisado de carne (a veces también de pescado) que suele ser acompañado de arroz.
- Sish Kebab - Trozos de diferentes carnes picadas como por ejemplo: cordero y pollo adobado y marinado con salsa picante, servido con cebollas y tomates.

### Postres
Se tienen algunos de los postres típicos de la cocina árabe-mediterránea como Baclava, no obstante se tienen especialidades de la región como el:
- Konafa - Pastel que contiene queso y confituras.

## Bebidas
Es costumbre generalizada beber té que se aromatiza con especias como el cardamomo.